# Christoph 30
Christoph 30 ist der Funkrufname eines Rettungshubschraubers der ADAC Luftrettung. Der Hubschrauber vom Typ Eurocopter EC 135 ist am Luftrettungszentrum am Städtischen Klinikum Wolfenbüttel stationiert.

## Geschichte
Das Luftrettungszentrum (LRZ) wurde am 15. Juli 1983 in Dienst genommen. Der erste Betreiber war die Polizeihubschrauberstaffel Niedersachsen mit einer Maschine vom Typ Aérospatiale/ Sud Aviation SA 365. Am 1. Januar 1985 übernahm die ADAC Luftrettung den Betrieb. Als Maschine diente eine Bölkow Bo 105. Seit dem 15. Juli 2003 dient ein Eurocopter EC 135 als Fluggerät.

## Rettungszentrum
Die Piloten werden von der ADAC Luftrettung gestellt. Die Rettungsassistenten und HEMS sind über den DRK Kreisverband Wolfenbüttel e. V. tätig. Die Notärzte kommen vom Städtisches Klinikum Wolfenbüttel. Ihr Fachgebiet ist die Anästhesie.